# Белавино (городской округ Клин)
Белавино — деревня в Клинском районе Московской области, в составе Городского поселения Клин. Население — 93 чел. (2010). До 2006 года Белавино входило в состав Новощаповского сельского округа.

## Расположение
Деревня расположена в центральной части района, в 1,5 км к северо-востоку от города Клин, высота центра над уровнем моря 175 м. Ближайший населённый пункт — Ясенево на северо-востоке, через деревню проходит автодорога А108 Московское большое кольцо. К юго-западу от деревни находится Клинское городское кладбище.

## Население
| 2002 | 2006 | 2010 |
| ---- | ---- | ---- |
| 52   | ↗53  | ↗93  |